# 松山千春のON THE RADIO
『松山千春のON THE RADIO』（まつやまちはるのオン ザ レディオ）はNACK5制作のラジオ番組。松山千春の冠番組。
放送では「松山千春のON THE RADIO」とタイトルコールされるが、番組表・ウェブサイト等では『松山千春 ON THE RADIO』（まつやまちはる オン ザ レディオ）と表記されている。
オープニングテーマは松山が1984年に発表した「On the Radio」であり、番組タイトルの一部になっている。

## 番組内容
松山自身の近況のほか、時事ネタをはじめ、スポーツや芸術、芸能などの話題についてコメントする1時間番組である。
基本的に、松山が居住している札幌市のSTVラジオのスタジオ、またはNACK5 GINZA STUDIOからの生放送だが、STVラジオを除く各ネット局へは制作局であるNACK5で放送した内容が1週遅れで放送される。特に信越放送とかつてネットされていたRKBラジオは、NACK5とSTVラジオと同時間に放送されているにもかかわらず、内容は1週前のものである。
遅れネットの関係上、年末年始はNACK5とSTVラジオで放送される回と、その他のネット局向けに裏送りされる回に分かれる。12月24日には、STVラジオで24時間特番「STVラジオ・チャリティー・ミュージックソン」の放送があるが、同局では「ミュージックソン」の放送と並行して通常編成の番組も随時放送するため、24日が日曜日と重なる2023年にも当番組は通常通り生放送された。
NACK5のスタジオ以外での放送時に楽曲を流す際は、松山の曲紹介に合わせるように、埼玉・大宮のNACK5本社でスタッフが音楽プレーヤーの再生ボタンを押している。そのため、NACK5本社のスタッフは、どのタイミングで再生ボタンを押すか、松山のトークを毎回耳を澄ませて聞いているという。
時折ゲストが登場することもあり、特に地方での収録では、その局で番組を持つ松山の知人のタレントがゲスト出演することが多い。東海ラジオでの収録では、2016年6月まで『宮地佑紀生の聞いてみや〜ち』を担当していた松山の友人の宮地佑紀生が必ず登場し、同番組のリスナーへのプレゼントのために松山が私物を提供するのが恒例となっていた。2016年6月以降は南日本放送での収録の際、『たけまる商店・営業中』のMCを務める桂竹丸が出演している。
Eメールのあて先は制作局のNACK5ではなく、松山の個人ドメイン「matsuyamachiharu.com」になっている。東海ラジオなどでは以前、番組公式サイトとしてRKBラジオの番組紹介ページをリンクしていたが、現在はNACK5の番組紹介ページをリンクしている。
松山は2024年夏に、狭心症と糖尿病悪化のため当面入院、音楽活動は中断するが、本人の意志で当番組のラジオ出演は、入院先病院からの外出許可を得て、9月1日放送分までは通常通りに生放送された。
その後、9月8日の生放送分に関しては松山の手術により、長谷川雄啓がピンチヒッターを務め、手術の様子を報告した。長谷川は2008年の松山の緊急入院時にもピンチヒッターを担当した。またこの回は長谷川に加えて、松山の楽曲のプロデューサーを務めるコロムビアソングスのスタッフ・涌井淳をゲストパートナーとして、松山のアルバム「起承転結15」に関する選曲の裏話を放送した。
それ以後も当面はリハビリ専念のため、長谷川と涌井による対談形式での進行が続いていたが、同年10月13日生放送分から松山が復帰を果たした。松山は、「入院中は歌のことは全然浮かばず、それよりも自分の体がどうなるかってことだった」とこの生放送で回帰している。

## 放送地域の沿革
2007年7月1日に放送を開始。当初はNACK5のみの放送であったが、2007年8月以降、徐々にAM局・FM局でネットされることとなった。auのフィーチャーホン・スマートホン向け「LISMO WAVE」での配信は行われなかったが、Web IPサイマルラジオ「radiko」での配信は行われている。FM OSAKAでは『松山千春のオン・ザ・レディオ 851』との番組タイトルで放送された。
北海道では、松山を見出して初めて放送メディアに登場させたSTVラジオでネットされている。同局では1976年以来30年にわたって松山の番組が続いてきたが、2007年2月に松山の不祥事（暴力団の会合に招かれて歌ったこと）により『松山千春 季節の旅人』が打ち切りとなり、出演番組が途絶えていたことにも起因している。2015年4月放送分より放送時間が日曜11:00 - 12:00に移動し、約8年ぶりに『季節の旅人』の打ち切り前と同時間帯に戻った。そして、2017年4月9日よりNACK5との同時生放送を行うことになった。ツアーの都合で会場近くのネット局などから放送する場合以外は、たいていはSTVラジオのスタジオからの生放送であるため、幹事局はNACK5でありながら、実質的にはNACK5とSTVラジオの共同制作という形がとられている。
2014年6月の宮崎放送の事例など、過去のネット局から放送することもある。2014年9月28日は福岡からの放送となったが、技術スタッフ確保の都合上、本番組のネット局であるRKB毎日放送ではなく、CROSS FMのベイサイドプレイス博多スタジオから放送された。

## パーソナリティー
- 松山千春

## 番組提供
- アサヒ緑健・緑効青汁（一部放送局ではスポンサーとなっていない。また、CMの本数、秒数は局によって異なる）。松山の曲である「君を忘れない」「青空」「幸せ」「生きております」をCMソングに起用。本人が声で出演しているバージョンもあったが、松山が病に倒れて以降は使用されていない。

通常のスポンサーとともに加わる各放送局限定のスポンサー
大抵はスポンサー企業・社長と松山が長年親しい間柄であるケースが多い。
- 東海クリエイト（東海ラジオのみ、松山関連ではSTVラジオ制作で年始に放送される特番『松山千春 スーパーショット』のスポンサーにもなっている。）
- ふくや、ヒューマンライフ、マックスエキスプレス（RKBラジオ）
- 高浜蒲鉾、医療法人みなと病院、オーロラ調剤薬局、トムプロダクション、その他季節スポンサー（MBCラジオ）
- デューク（RNCラジオ）
- ホリの夕張メロンピュアゼリー（STVラジオ）

## ネット局

### 現在
- NACK5は基本的に生放送。STVラジオは2017年4月9日よりNACK5と同時ネット。その他のネット局は、制作局のNACK5よりも1週間遅れ（6日 - 8日）となり、松山は番組中でも度々「NACK5とSTV-Rは生放送、各局さんは1週間程度遅れてなんですけれども…」と述べられている。そのため初回放送以降に内容が流動した話題は、ネット局によってそのコメントの部分だけカットされるか、開始前に収録日をアナウンスするかで対応が分かれている。
- NACK5・STVラジオ以外のネット局では番組終了直後に松山の「On the Radio」がフィラー音楽として流れている。
- 放送時間の早い順から記載。

| 放送対象地域   | 放送局名                           | 系列     | 放送時間               | 放送期間                                    | 備考                    |
| -------------- | ---------------------------------- | -------- | ---------------------- | ------------------------------------------- | ----------------------- |
| 埼玉県         | エフエムナックファイブ（FM NACK5） | 独立局   | 毎週日曜 21:00 - 22:00 | 2007年7月1日 -                              | 製作局                  |
| 北海道         | STVラジオ                          | NRN      | 毎週日曜 21:00 - 22:00 | 2007年9月3日 -                              | 松山の出身地。          |
| 宮城県         | 東北放送（tbc）                    | JRN・NRN | 毎週土曜 20:00 - 21:00 | 2007年10月8日 -                             | [ 注釈 9 ]              |
| 近畿広域圏     | ラジオ大阪（OBC）                  | NRN      | 毎週土曜 21:00 - 22:00 | 2009年4月4日 -                              |                         |
| 中京広域圏     | 東海ラジオ放送（SF）               | NRN      | 毎週土曜 22:00 - 23:00 | 2007年8月5日 -                              | [ 注釈 10 ]             |
| 香川県         | 西日本放送（RNC）                  | JRN・NRN | 毎週土曜 22:00 - 23:00 | 2007年11月10日 -                            |                         |
| 福岡県         | 九州朝日放送（KBCラジオ）          | NRN      | 毎週土曜 22:00 - 23:00 | 2025年8月23日（予定） -                     |                         |
| 沖縄県         | 琉球放送（RBCiラジオ）             | JRN      | 毎週土曜 23:00 - 24:00 | 2008年10月4日 -                             |                         |
| 岩手県         | IBC岩手放送                        | JRN・NRN | 毎週日曜 19:00 - 20:00 | 2012年4月7日 -                              | [ 注釈 11 ]             |
| 石川県         | 北陸放送（MRO）                    | JRN・NRN | 毎週日曜 19:00 - 20:00 | 2009年4月5日 - 2012年9月30日 2016年1月3日 - | [ 注釈 12 ]             |
| 福島県         | ラジオ福島（rfc）                  | JRN・NRN | 毎週日曜 19:00 - 20:00 | 2007年10月1日 -                             | [ 注釈 13 ]             |
| 長野県         | 信越放送（SBC）                    | JRN・NRN | 毎週日曜 21:00 - 22:00 | 2010年4月4日 -                              | [ 注釈 14 ]             |
| 秋田県         | 秋田放送（ABS）                    | JRN・NRN | 毎週日曜 21:00 - 22:00 | 2012年4月1日 -                              | [ 注釈 15 ] [ 注釈 14 ] |
| 長崎県・佐賀県 | 長崎放送・NBCラジオ佐賀（NBC）     | JRN・NRN | 毎週日曜 22:00 - 23:00 | 2022年7月3日 -                              |                         |
| 鹿児島県       | 南日本放送（MBC）                  | JRN・NRN | 毎週水曜 20:00 - 21:00 | 2008年10月4日 -                             | [ 注釈 16 ]             |

### 過去
| 放送対象地域 | 放送局名                        | 系列     | 放送時間               | 放送期間                      | 備考                       |
| ------------ | ------------------------------- | -------- | ---------------------- | ----------------------------- | -------------------------- |
| 愛媛県       | 南海放送（RNB）                 | JRN・NRN | 毎週土曜 21:30 - 22:30 | 2008年4月6日 - 2012年9月29日  |                            |
| 大阪府       | エフエム大阪（FM大阪）          | JFN      | 毎週日曜 18:00 - 19:00 | 2007年10月7日 - 2009年3月29日 | ラジオ大阪へネット局変更。 |
| 宮崎県       | 宮崎放送（mrt）                 | JRN・NRN | 毎週月曜 19:30 - 20:30 | 2011年4月4日 - 2013年12月30日 |                            |
| 広島県       | 中国放送（RCC）                 | JRN・NRN | 毎週日曜 24:00 - 25:00 | 2008年4月6日 - 2019年3月31日  | [ 注釈 17 ]                |
| 新潟県       | 新潟県民エフエム放送（FM PORT） | 独立局   | 毎週日曜 22:00 - 23:00 | 2008年4月4日 - 2020年6月28日  | [ 注釈 18 ] [ 注釈 19 ]    |
| 岡山県       | RSK山陽放送                     | JRN・NRN | 毎週月曜 4:00 - 5:00   | 2014年7月6日 - 2023年3月27日  | [ 注釈 20 ]                |
| 福井県       | 福井放送（FBC）                 | JRN・NRN | 毎週日曜 18:00 - 19:00 | 2008年7月6日 - 2023年9月24日  | [ 注釈 21 ]                |
| 富山県       | 北日本放送（KNB）               | JRN・NRN | 毎週日曜 16:00 - 17:00 | 2008年3月31日 - 2025年3月30日 |                            |
| 福岡県       | RKB毎日放送（RKBラジオ）        | JRN      | 毎週日曜 21:00 - 22:00 | 2007年10月7日 - 2025年5月11日 | [ 注釈 14 ] [ 注釈 22 ]    |

## 関連番組
毎年正月には、「松山千春スーパーショット20xx」が生放送されている。この番組は一部地方局でもネットされており、2024年1月1日の生放送分においては、STVをキー局として、IBC、rfc、KNB、MRO、SF、RBCと当番組をネットしていない青森放送（RAB）、秋田放送（ABS）、新潟放送（BSN）、FBCの11局ネット、うちSTVとYBC、KNB、MROの4局は同時ネット生放送で放送された。
2025年の放送はネット局がSFとの2局のみ（STV 1月1日13:00-14:00生放送，SF 1月2日20:00-21:00）となった。